# Lawrencega minuta
Lawrencega minuta är en spindeldjursart som beskrevs av Robert A.Wharton 1981. Lawrencega minuta ingår i släktet Lawrencega och familjen Melanoblossiidae. Inga underarter finns listade i Catalogue of Life.